# Nicolas Fettner
Nicolas Fettner (* 21. Juni 1987 in Wien) ist ein ehemaliger österreichischer Skispringer.

## Werdegang
Fettner bestritt sein erstes internationales Springen am 21. Dezember 2002 beim FIS-Rennen in Hinterzarten. Bei der Junioren-Weltmeisterschaft 2004 im norwegischen Stryn konnte er mit dem österreichischen Team die Goldmedaille gewinnen. 2006 gewann Fettner nach mehreren Podestplatzierungen die Gesamtwertung im FIS-Cup. Ein Jahr später konnte er im Sommer-Grand-Prix 2008 den 51. Platz in der Gesamtwertung erreichen, nachdem er einmal den 12. und einmal den 13. Platz bei einem Springen erreichte. Im selben Sommer erreichte er am 20. September 2008 beim Springen in Villach als Dritter seine einzige Podiumsplatzierung im Continental Cup. Fettner nahm weiter im Continental Cup teil, jedoch ohne nennenswerte Erfolge, weshalb ihm die Aufnahme in den A-Kader für den Weltcup verwehrt bleibt. Im Frühjahr 2009 beendete er seine Karriere. Bei der Universiade 2011 im türkischen Erzurum trat er noch einmal an und landete mit Platz acht von der Normalschanze und Platz elf von der Großschanze im Vorderfeld dieser Welthochschulspiele.
Nicolas Fettner ist der Bruder des Skispringers Manuel Fettner und des Nordischen Kombinierers Julian Fettner.

## Erfolge

### Grand-Prix-Platzierungen
| Saison | Platz | Punkte |
| ------ | ----- | ------ |
| 2008   | 51.   | 42     |